# 伯伦
伯伦是德国巴登-符腾堡州的一个市镇。总面积5.66平方公里，总人口91人，其中男性47人，女性44人（2011年12月31日），人口密度16人/平方公里。